# Ordre de Saint-Nicolas
Pour les articles homonymes, voir Nicolas et Saint-Nicolas.
L’ordre de Saint-Nicolas (en géorgien :  წმინდა ნიკოლოზის ორდენი) est une décoration civile créée le 31 juillet 2009) par ordre no 1553 du parlement. Il est décerné aux citoyens qui ont œuvré pour le bien de la société ou du peuple géorgien.